# Петък 13-и: Нова кръв
„Петък 13-и: Нова кръв“ (на английски: Friday the 13th Part VII: The New Blood) е американски слашър филм на ужасите от 1988 г. От този филм ролята на Джейсън е поверена на Кейн Ходър, който е изпълнява три пъти до Фреди срещу Джейсън (2003).

## Сюжет
Внимание:  Текстът по-долу разкрива сюжета на произведението (или части от него)!
Емоционална травма отключва потиснатите телекинетични способности на Тина Шепърд. Тя без да знанието си освобождава психопата Джейсън Ворхис, който е окован на дъното на Кристъл Лейк.

## Актьорски състав
- Кейн Ходър – Джейсън Ворхис
- Лар Парк Линкълн – Тина Шепърд
- Кевин Спиртас – Ник
- Сюзън Блу – Аманда Шепърд
- Тери Кисър – д-р Крюс
- Сюзън Дженифър Съливън – Мелиса
- Елизабет Кайтан – Робин
- Йон Ренфийлд – Дейвид
- Даяна Бароус – Мади
- Джеф Бенет – Еди
- Хайди Козак – Сандра
- Лари Кокс – Ръсел